# Bernhard Rotterdam
Bernhard Rotterdam (* 8. Februar 1893 in Langenfeld-Immigrath; † 7. Oktober 1974 in Bensberg) war ein deutscher Architekt. Er wurde als Erbauer katholischer Kirchen im Rheinland sowie des Priesterseminars in Bensberg bekannt.

## Beruflicher Werdegang
Als ältester Sohn von zwölf Kindern des Heinrich Rotterdam wuchs Bernhard in Richrath auf, wo sein Vater 1899 ein Baugeschäft begründete. Dort erhielt er auch seine erste Ausbildung im Bauhandwerk. Neben ihm schlugen noch weitere vier seiner fünf Brüder als Architekten oder Bauingenieure die von ihm gewählte Berufsrichtung ein. Das väterliche Unternehmen besteht in vierter Generation als Rotterdam Hochbau GmbH noch heute (2012) in Langenfeld.
Im Jahr 1910 trat Bernhard Rotterdam studienhalber in die Staatliche Baugewerkschule in Köln ein, doch konnte er bedingt durch den Ausbruch des Ersten Weltkriegs erst 1920 sein Examen ablegen. Von 1922 bis 1925 schloss er ein weiteres Studium in der Architekturabteilung der Düsseldorfer Kunstakademie als Schüler der Meisterklasse von Emil Fahrenkamp an. Noch während seiner dortigen Studien entwarf er 1924 den ersten Kirchenbau, den er 1926 in Berghausen zur Ausführung brachte. Im Folgejahr errang er gemeinsam mit Karl Mataré, einem Bruder des Bildhauers Ewald Mataré, den Zweiten Preis unter 102 eingereichten Entwürfen in dem Wettbewerb zur Errichtung eines Priesterseminars in Bensberg. Nachdem kein Erster Preis vergeben wurde, erhielt Rotterdam unter Überarbeitung seines Wettbewerbsentwurfs den Auftrag zu dessen Ausführung. In Verbindung mit dieser verlegte er 1925 seinen Wohnsitz nach Bensberg und bezog zunächst einzelne Räume im Schloss. In den Folgejahrzehnten entwarf Rotterdam zahlreiche Kirchenbauten im Rheinland, mit Schwerpunkt im Erzbistum Köln und führte diese aus. Sein Wirken konzentrierte sich dabei vor dem Zweiten Weltkrieg auf den Raum um Langenfeld und Leverkusen und erstreckte sich nach demselben im Besonderen auch auf den Rheinisch-Bergischen Kreis und den damaligen Landkreis Köln. Spätestens seit Mitte der 1960er Jahre war der Sohn Bernhard, genannt Bernd Rotterdam, als Partner an der Seite des Vaters. Er führte das Atelier auch nach dessen Tod weiter.
Nach Koch gehörte Rotterdam zu den rheinischen Architekten, die nach dem Ersten Weltkrieg versuchten, den Katholischen Kirchenbau neu auszurichten. Diese Entwicklung beeinflusste auch die Neubauten nach dem Zweiten Weltkrieg. Er stellt ihn dabei an eine Seite von Architekten wie Dominikus Böhm, Rudolf Schwarz, Karl Band oder Fritz Schaller.
Der Nachlass des Architekturbüros Bernhard Rotterdam befindet sich seit 2005 im Historischen Archiv des Erzbistums Köln.

## Bauten
- 1924:–9999 Kath. Kirche St. Paulus mit Pfarrhaus in Langenfeld-Berghausen (Ausführung 1926)
- 1924:–9999 Kath. Priesterseminar Bensberg (heute: Kardinal-Schulte-Haus; Wettbewerbsüberarbeitung: 1925, Ausführung: 1926 bis 1929)
- 1928:–9999 Kath. Pfarrkirche St. Engelbert mit Pfarrhaus in Leverkusen-Pattscheid
- 1928–1929: Kath. Pfarrkirche Herz Jesu mit Pfarrhaus und Pfarrsaal in Wiesdorf
- 1929–1930: Erweiterung der Kath. Kirche St. Josef in Krefeld-Traar (zuvor 1. Preis im Wettbewerb; Anfügung Querschiff, Chorapsis und Turm)
- 1931–1932: Umbau des ehemaligen Priesterseminars in der Kölner Marzellenstraße zu einem Verwaltungsgebäude
- 1935:–9999 Erweiterung der Kath. Pfarrkirche St. Lambertus in Birgelen
- 1935:–9999 1. Preis im Wettbewerb um ein Krematorium auf dem Kölner Westfriedhof
- 1936:–9999 Kath. Pfarrkirche St. Heinrich in Witzhelden
- 1937:–9999 Kath. Pfarrkirche St. Konrad in Hilden
- 1938–1939: Kath. Kirche St. Michael in Opladen
- 1945–1947: Wiederaufbau der Kath. Pfarrkirche St. Katharina in Wald mit Neugestaltung des Chorraums
- 1945–1953: Wiederaufbau der Kath. Pfarrkirche St. Gereon in Monheim
- 1946–1953: Kath. Pfarrkirche St. Joseph in Moitzfeld
- 1947–1949: Wiederaufbau der Kath. Pfarrkirche St. Remigius in Opladen
- 1948:–9999 1. Preis im Wettbewerb um ein neues Rathaus in Wipperfürth und anschließende Ausführung bis 1950
- 1951–1953: Kath. Pfarrkirche St. Marien in Gronau (Turmfertigstellung 1957)
- 1952–1956: Kath. Pfarrkirche St. Servatius in Hoffnungsthal mit Pfarrhaus und Jugendheim (Ausführung 1954–1956)
- 1954:–9999 Erweiterung der Kath. Pfarrkirche St. Apollinaris in Dabringhausen-Grunewald
- 1954–1955 und 1958–1959: Burgmauer 7 und 3 („Domherrensiedlung“) in Köln
- 1954–1955: Kath. Pfarrkirche St. Maria Königin mit Pfarrhaus und Jugendheim in Frankenforst (Turmfertigstellung 1957)
- 1955–1956: Kath. Pfarrkirche St. Mariä Himmelfahrt in Immigrath mit Pfarrhaus
- 1956–1957: Kath. Pfarrkirche St. Michael in Wipperfürth-Neye mit Pfarrhaus und Jugendheim
- 1957–1958: Kath. Pfarrkirche St. Konrad in Hand mit Pfarrhaus und Jugendheim
- 1957–1958: Renovierung der Kath. Pfarrkirche St. Laurentius in Hohkeppel (unter Leitung der Rheinischen Denkmalbehörde)
- 1957–1958: Kath. Pfarrkirche St. Michael in Solingen mit Pfarrhaus und Gemeindesaal
- 1958–1959: Kath. Pfarrkirche St. Mariä Himmelfahrt in Bröl mit Pfarrheim
- 1958–1960: Erweiterung der Kath. Pfarrkirche St. Dionysius in Baumberg (Neubau bis auf Turm und Chorraum)
- 1958–1961: Altenheim St. Monika in Sankt Augustin-Ort mit Kapelle (1960/61 erbaut)
- 1959:–9999 Erweiterung der Kath. Pfarrkirche „Zur schmerzhaften Mutter“ in Biesfeld (Chorerweiterung)
- 1959–1960: Kath. Pfarrkirche St. Engelbert in Rommerscheid
- 1959–1965: Restaurierung der Kath. Pfarrkirche St. Agatha in Wipperfürth-Agathaberg
- 1960–1962: Altenheim Margaretenhöhe in Bergisch Gladbach mit der Kapelle St. Josef (1961/62)
- 1960–1962: Kath. Pfarrkirche St. Pankratius in Junkersdorf mit Pfarrhaus und Bücherei
- 1960–1962: Kath. Pfarrkirche St. Michael in Odenthal-Neschen mit Pfarrheim
- 1961:–9999 Kurienhaus des Erzbistums Köln zusammen mit Dombaumeister Willy Weyres
- 1961–1962: Erweiterung der Kath. Pfarrkirche St. Konrad in Hilden
- 1961–1962: Kath. Pfarrkirche St. Willibrord in Kirdorf mit Pfarrzentrum
- 1961–1962: Kath. Pfarrkirche St. Elisabeth „In der Auen“ in Refrath mit Pfarrhaus, Jugendheim und Bücherei
- 1961–1963: Kath. Pfarrkirche Christus König in Langenfeld
- 1961–1963: Neubau der Pfarrkirche St. Mariä Heimsuchung in Marienheide als Erweiterung der bestehenden Klosterkirche[3]
- 1961–1964: Erweiterung der Kath. Pfarrkirche St. Michael in Waldbröl
- 1962–1963: Umbau der Kath. Pfarrkirche Zur Heiligen Familie in Köln-Höhenhaus[4]
- um 1962/64: Kuriengebäude mit Diözesanmuseum in Köln (in Zusammenarbeit mit Willy Weyres)
- 1963–1964: Kath. Pfarrkirche St. Sebastian mit Pfarrsaal in Schmitzhöhe bei Lindlar
- 1963–1964: Kath. Pfarrkirche St. Quirinus in Mödrath
- 1966–1970: Kath. Pfarrzentrum Heilig Geist in Weiden
- 1967:–9999 Erweiterung (Chor) der Kath. Pfarrkirche St. Johann Baptist in Kürten
- 1972–1973: Kath. Pfarrzentrum St. Martinus in Kaster (zuvor 1970 Sieger in einem beschränkten Wettbewerb)

sowie zahlreiche weitere Projekte, darunter Schulen und Krankenhäuser. Von letzteren seien hier die Krankenhäuser Maria-Hilf in Bergisch Gladbach, St.-Remigius in Opladen und St.-Josef in Monheim genannt.

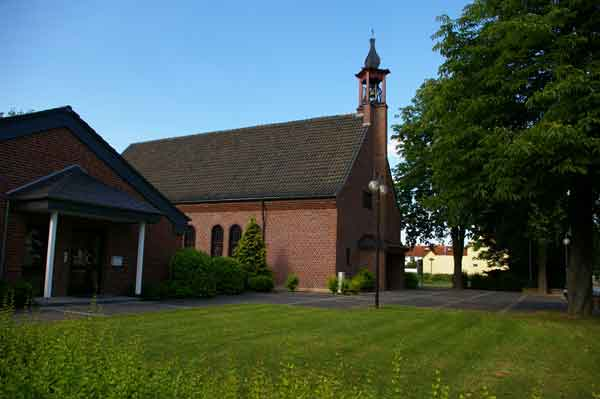
Herz Jesu in Wiesdorf (2008)
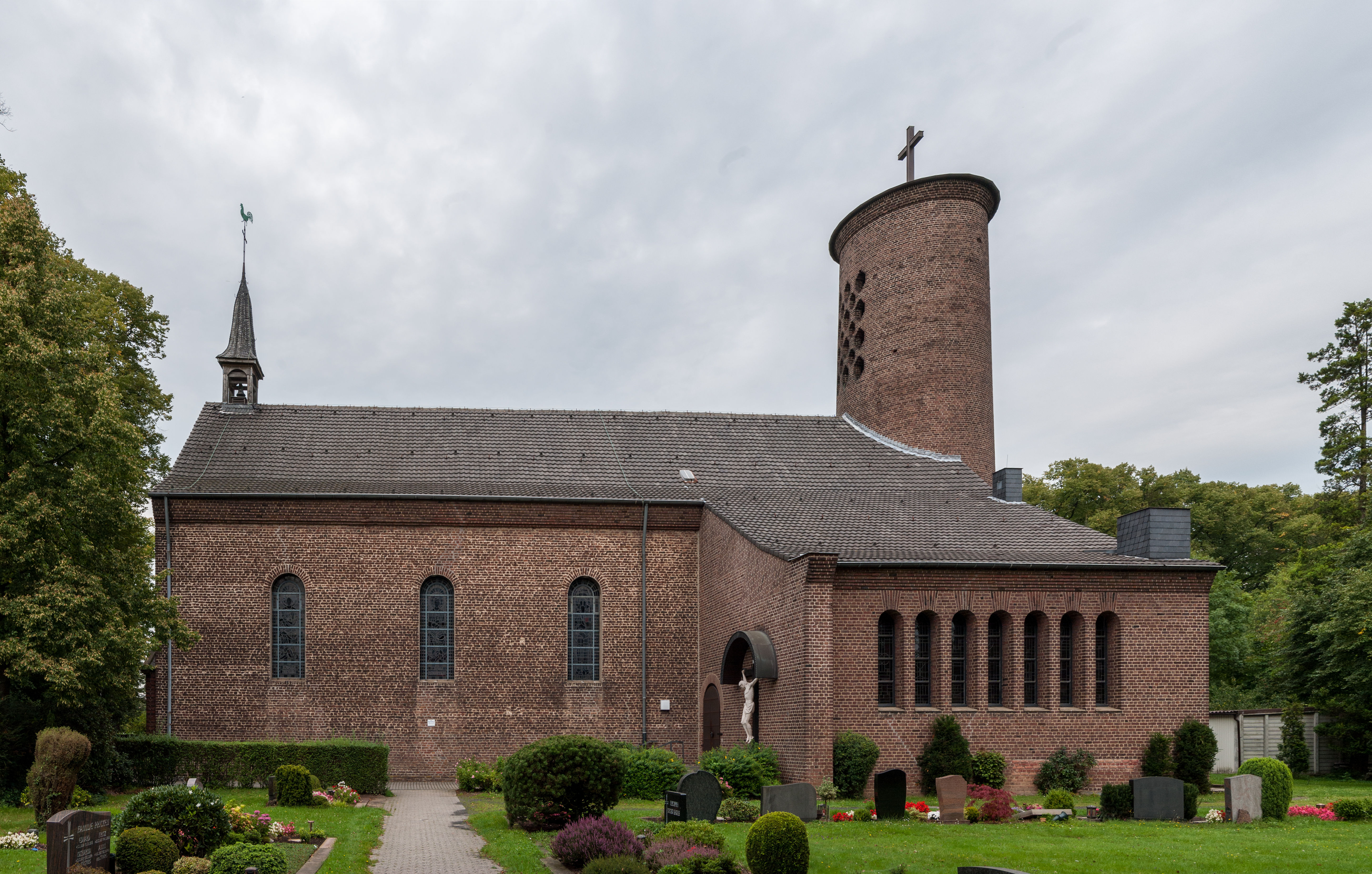
St. Josef in Krefeld-Taar (2011)
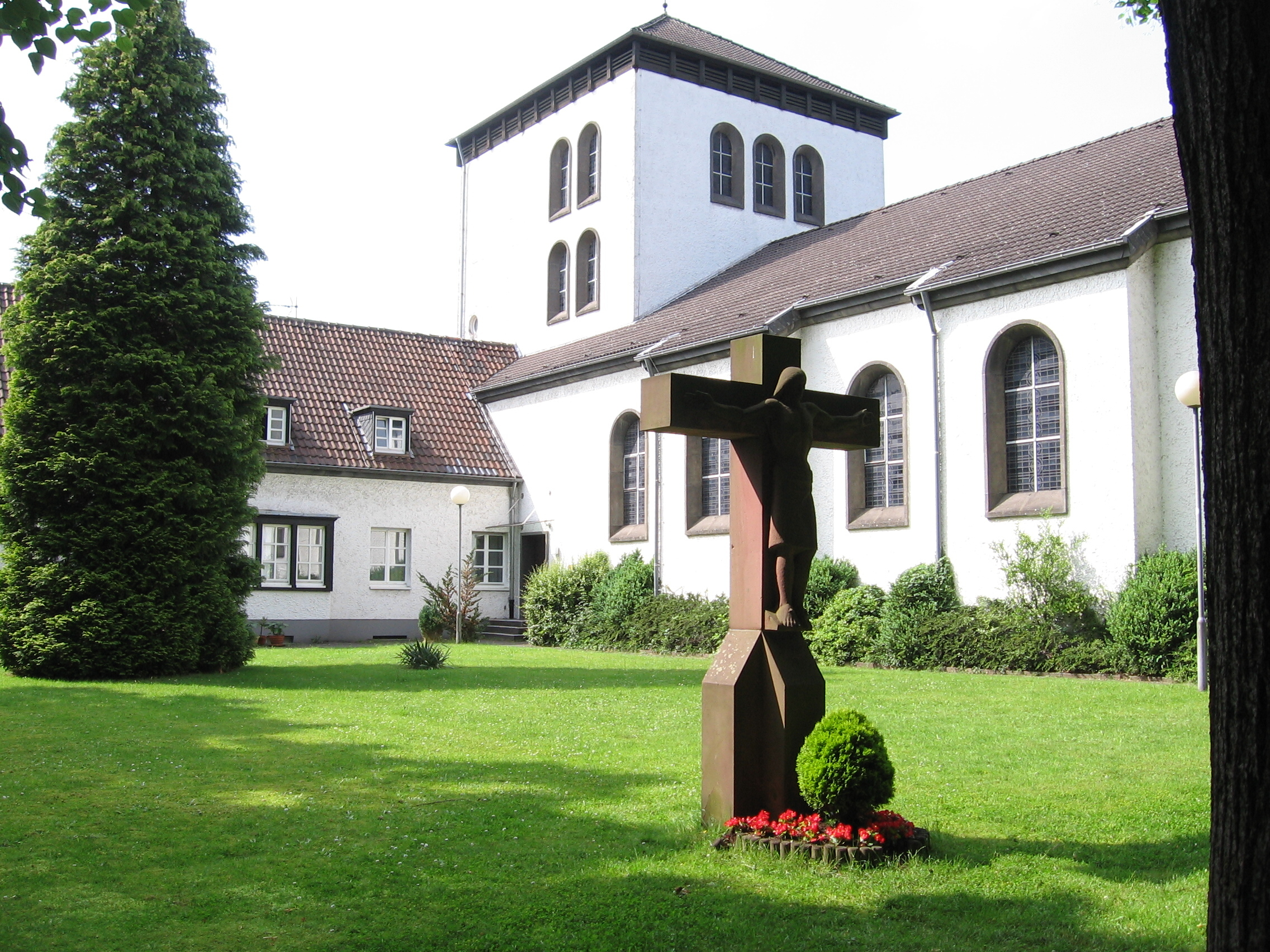
St. Michael in Opladen (2007)
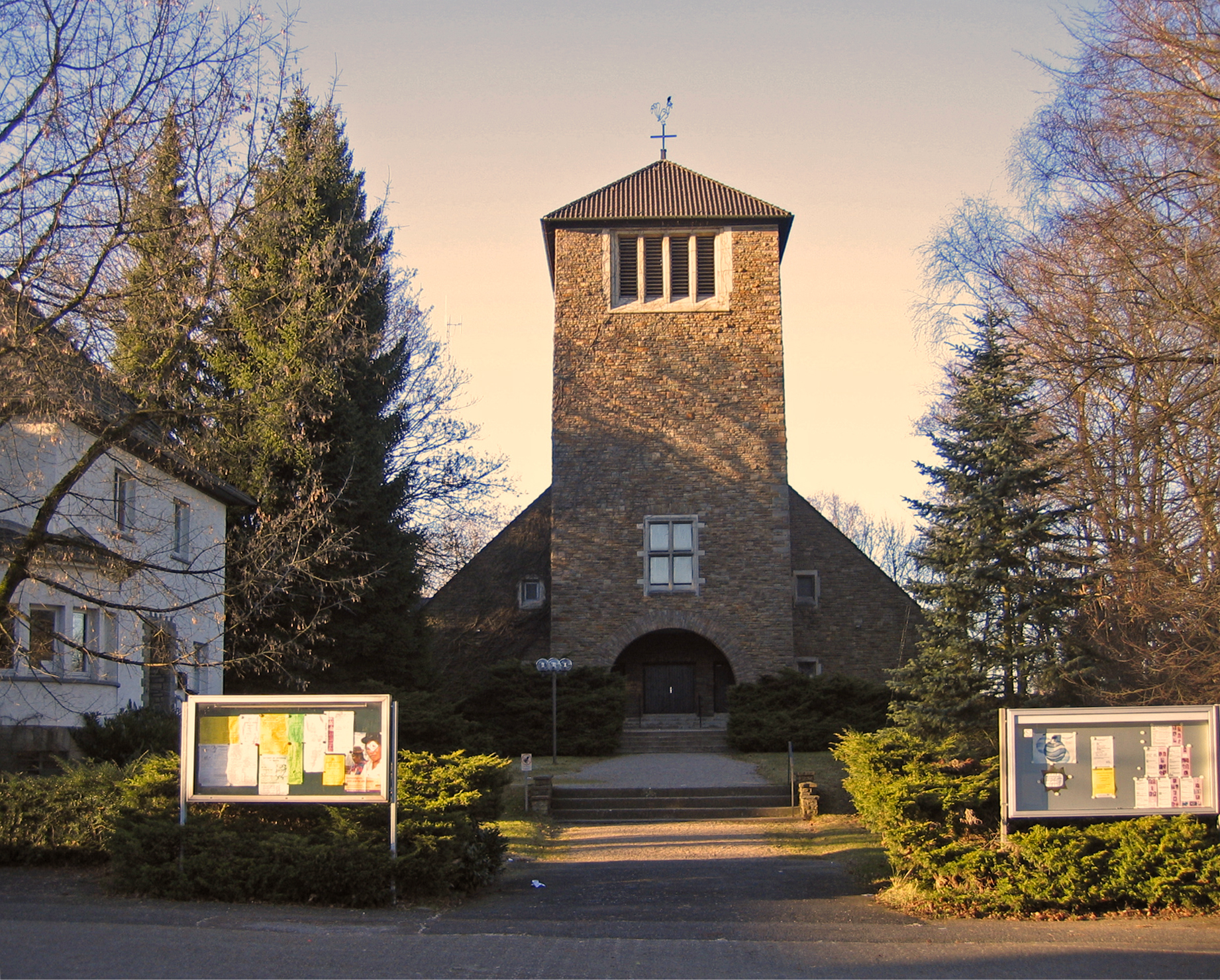
St. Joseph in Moitzfeld (2007)
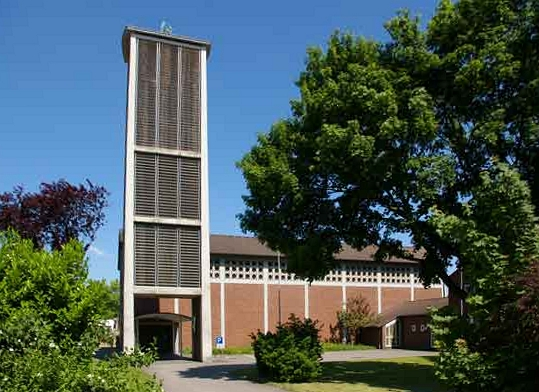
St. Mariä Himmelfahrt in Immigrath (2009)
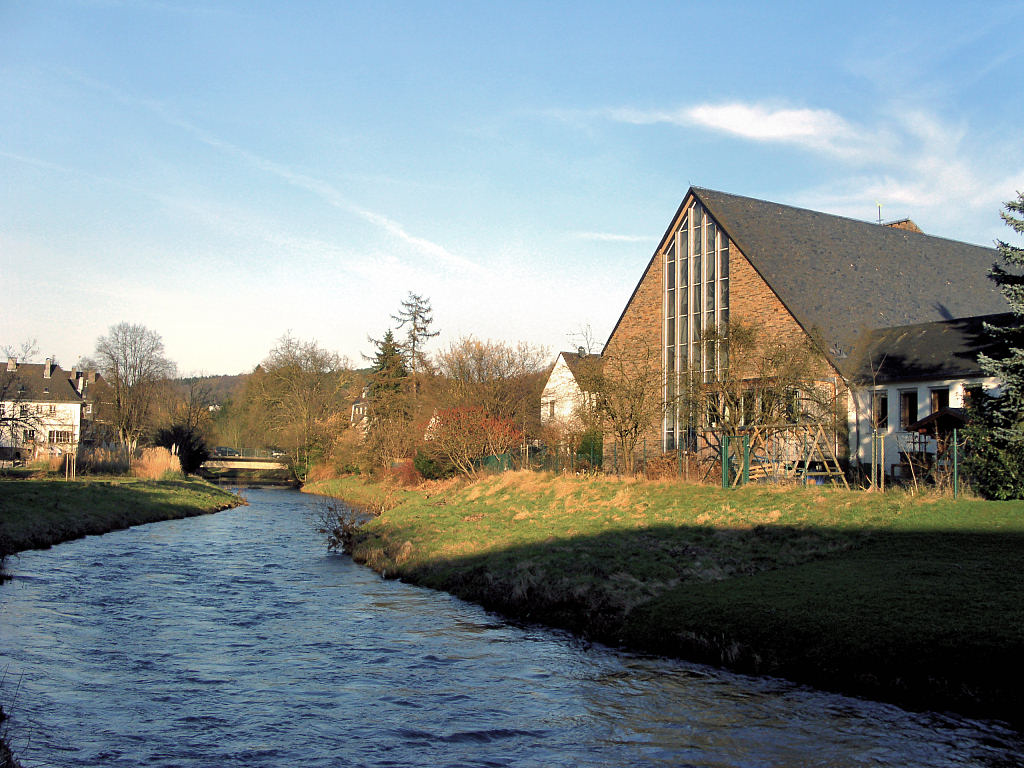
St. Servatius in Hoffnungsthal (2008)
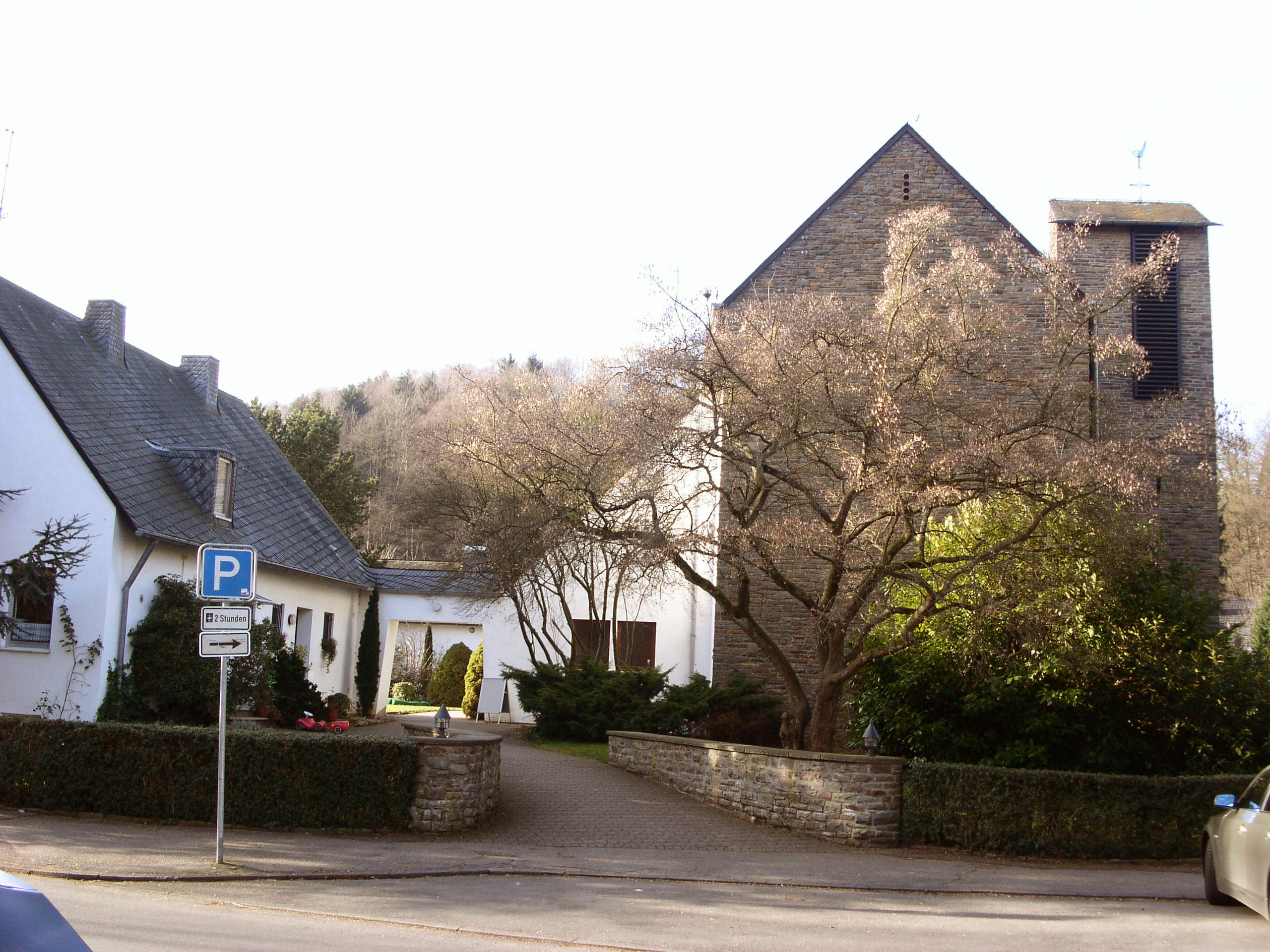
St. Servatius in Hoffnungsthal mit Pfarrhaus (2008)
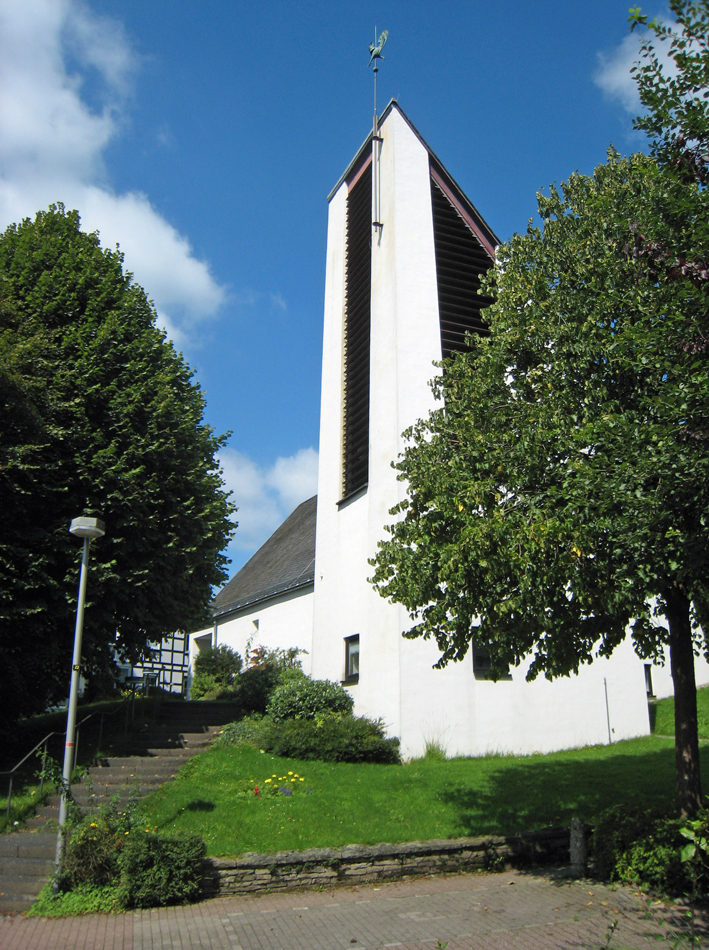
St. Engelbert in Rommerscheid (2011)
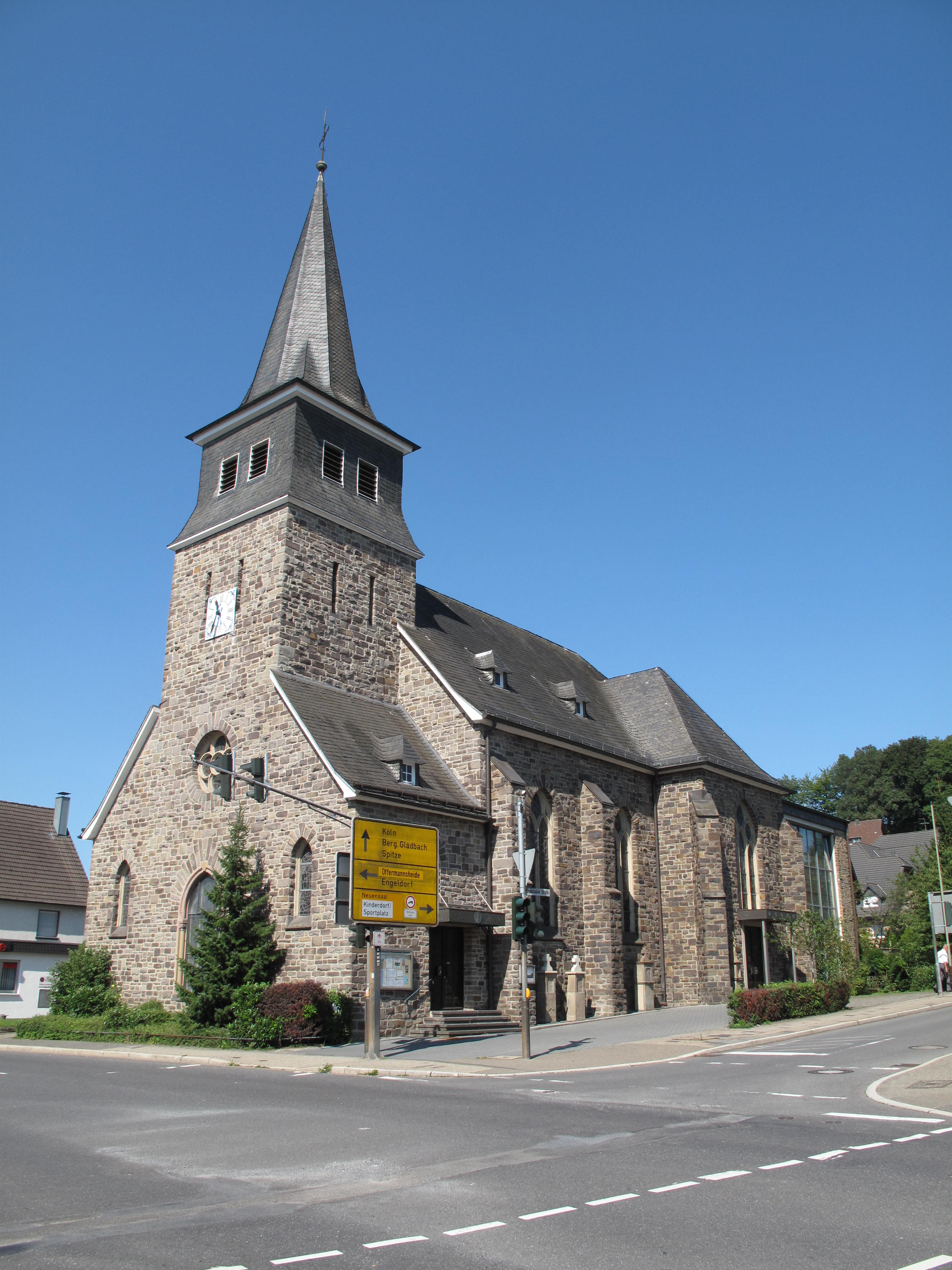
Zur schmerzhaften Mutter in Biesfeld (2011)
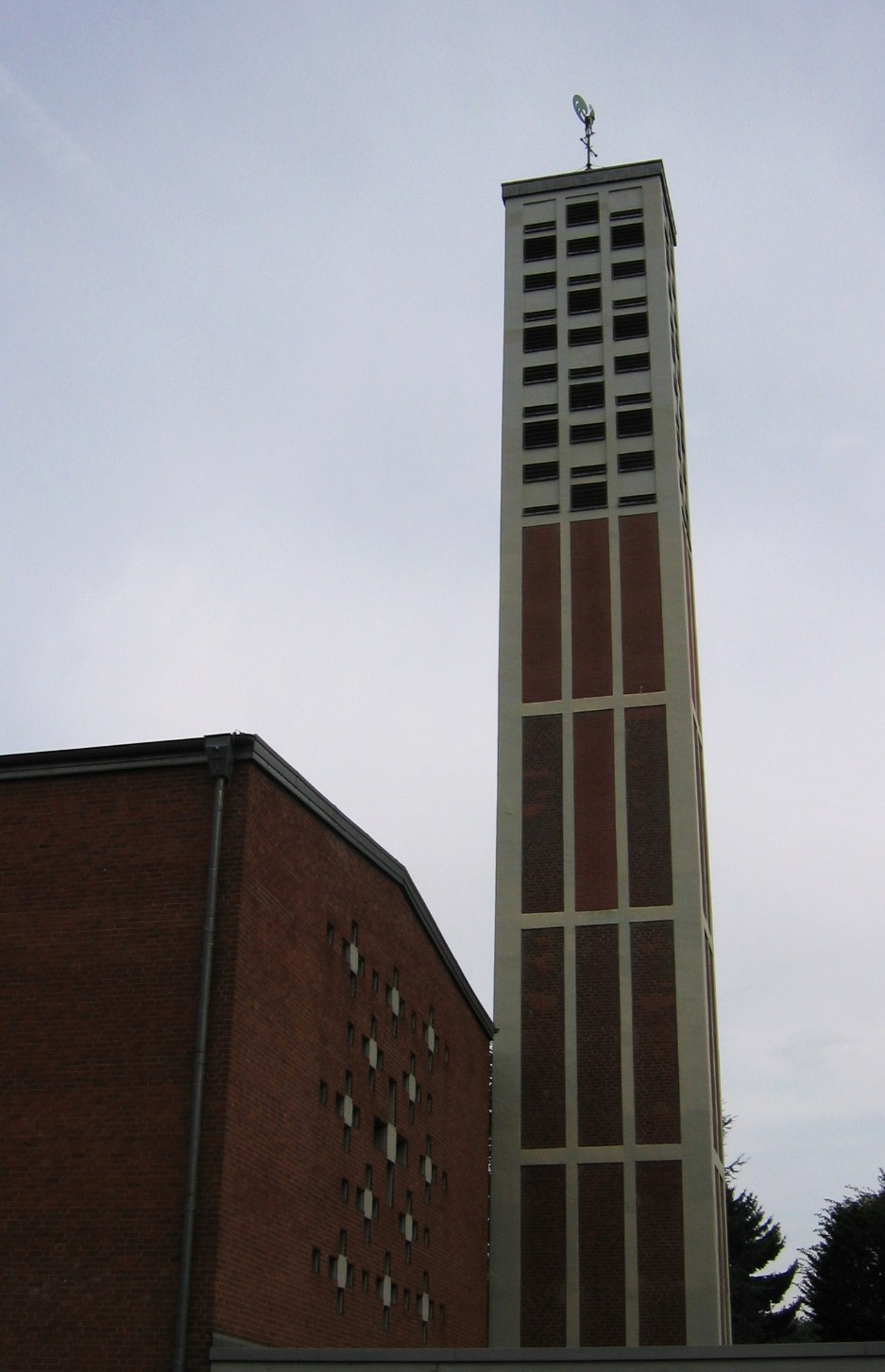
St. Pankratius in Junkersdorf (2008)
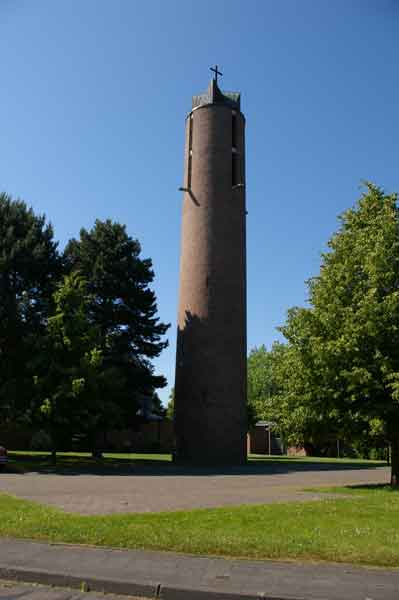
Christus König in Langenfeld (2009)